# Burgstall Neumühle
Der Burgstall Neumühle bezeichnet eine abgegangene mittelalterliche Niederungsburg nördlich von Neumühle, einem Gemeindeteil der Oberpfälzer Stadt Auerbach in der Oberpfalz im Landkreis Amberg-Sulzbach. Die Anlage wird als Bodendenkmal unter der Aktennummer D-3-6335-0040 als „mittelalterliche und frühneuzeitliche Wüstung ‚Burgstallmühle‘“ geführt.

## Beschreibung
Die Anlage lag auf dem rechten Ufer des Speckbachs im Norden von Neumühle, 400 m von Neumühle entfernt und südöstlich der Degelsdorfer Straße bzw. der Grube Leonie. Die Entstehungszeit der Anlage wird auf das 9. Jahrhundert datiert. Als Joseph Schlicht, der damalige Besitzer der Burgstallmühle, 1895 sein Anwesen modernisierte, mussten einige Grundmauern durchgebrochen werden. Dabei stieß man auf alte Grundmauern. In dem Mauerwerk machten die Arbeiter den Fund eines stehend eingemauerten Knochengerüsts; im 9. und 10. Jahrhundert war es gebräuchlich, dass man beim Bau einer Burg einen Mann lebendig in eine der tragenden Außenwände einmauerte, um die Festung unüberwindlich zu machen.

## Geschichte
Als Erbauer der Burg gelten die Schleicher, die 260 m nordöstlich auch den höher gelegenen Schleicherhof, heute eine Wüstung (Bayernatlas Aktennummer D-3-6235-0020) besessen haben. Die Schleicher sollen aus den Kreuzzügen nicht mehr zurückgekehrt sein, und so verfiel die Burg in der zweiten Hälfte des 13. Jahrhunderts, die Ruine erhielt nun ihren Namen „Burgstall“.
Die Burgstallmühle entstand wohl erst um das Jahr 1300, denn 1340 am St.-Bartholomäus-Tag schloss Konrad von Purckstall mit Albrecht Kaudler auf der Kaudlmühl und Heinrich Landsberger auf der Neumühl einen Vertrag, in dem u. a. das Bachräumen geregelt wurde. 1392 ist ein Heinrich Purckstaller als Mönch im Benediktinerkloster Michelfeld bezeugt. In den folgenden Jahrhunderten sitzen die Neumüller auch auf der Burgstallmühle. Ihre Besitzer trugen den Beinamen Purckstaller. Als 1846 Franz Neumüller starb, heiratete seine Witwe Margarete, eine geborene Merkl aus Michelfeld, den Rotgerber und späteren Bürgermeister Leonhard Neumüller von Auerbach und zog in die Stadt. Damit endete die Zeit der Neumüller auf dem Burgstall. 1854 erwarb der Müllersohn Georg Schlicht von Neunkirchen am Sand die Burgstallmühle von der Gant, sein Sohn Joseph baute die Mühle 1895 grundlegend um. 1900 verkaufte er das Anwesen mit ca. 94 Tagwerk Grundbesitz an die Maxhütte. 1907 brannte die Burgstallmühle völlig nieder und wurde danach nicht mehr bewirtschaftet.
Von der Anlage ist obertägig fast nichts mehr zu erkennen. Reste des Gerinnes, über welches das Wasser zum Antrieb des Mühlrads lief, sind noch vorhanden.